# Anna Mulà Arribas
Anna Mulà Arribas és una advocada catalana especialista en dret animal, que va ser autora de la proposta legislativa, promotora, responsable jurídica i portaveu de la Iniciativa Legislativa Popular que es va concretar en l'abolició de les corrides de toros a Catalunya, la campanya que va prohibir l'ús d'animals salvatges en circs, a la mateixa comunitat autònoma.
És vocal de la comissió dret animal de l'Il·lustre Col·legi de l'Advocacia de Barcelona i ha estat assessora legal de la Fundació Franz Weber. Va coordinar a més la campanya "Infància sense violència", destinada a allunyar els menors dels esdeveniments taurins es portaveu de l'Instituto de Políticas Públicas de Protección Animal i ha estat vicepresidenta d'INTERCIDS.
És autora habitual en revistes especialitzades en dret i diaris. Ha estat així mateix, ponent en diferents jornades, cursos, seminaris, i docent al Máster en Derecho Animal y Sociedad, de la Universitat Autònoma de Barcelona i al Máster en Gestión y Conservación de especies en comercio, a la Universitat Internacional d'Andalusia. És compareixent habitual en reunions i plens, parlamentaris i municipals.